# Archignat
 Archignat  là một xã ở tỉnh Allier thuộc miền trung nước Pháp.